# Orient Avia
Orient Avia (en ruso: Ориент Авиа; IATA: V6, OACI: ORT) fue una aerolínea rusa basada en Moscú. Se fundó en 1994. Operaba vuelos de pasajeros regularmente hacia destinos domésticos, especialmente en el Extremo Oriente ruso, y vuelos de chárter hacia destinos internacionales. Su base de operaciones fue el Aeropuerto Internacional de Moscú-Sheremétievo.
La compañía tenía dificultades financieras en sus últimos años, y declaró quiebra el 10 de julio de 1997.

## Flota
Durante su operación Orient Avia operaba ocho aviones.
- 4 Ilyushin Il-62M
- 1 Ilyushin Il-86
- 2 Tupolev Tu-134A-3
- 1 Tupolev Tu-154B-2